# Orgilus saponariellae
Orgilus saponariellae är en stekelart som beskrevs av Taeger 1989. Orgilus saponariellae ingår i släktet Orgilus och familjen bracksteklar. Inga underarter finns listade i Catalogue of Life.